# Ilkley Open 2025 - Doppio maschile
Il doppio maschile del torneo di tennis professionistico Ilkley Open 2025, facente parte della categoria Challenger 125 nell'ambito dell'ATP Challenger Tour 2025, si è giocato dal 9 al 15 giugno a Ilkley, nel Regno Unito. Evan King e Reese Stalder erano i detentori del titolo ma solo Stalder aveva scelto di partecipare in coppia con Blake Bayldon.
In finale Diego Hidalgo e Patrik Trhac hanno sconfitto Charles Broom e Ben Jones con il punteggio di 6–3, 6(8)–7, [10–7].

## Teste di serie
1. Diego Hidalgo /  Patrik Trhac (campioni)
2. Sergio Martos Gornés /  Vijay Sundar Prashanth (primo turno)

1. Joshua Paris /  Takeru Yuzuki (semifinale)
2. Blake Bayldon /  Reese Stalder (primo turno)

## Wildcard
1. Charles Broom /  Ben Jones (finale)

1. Lui Maxted /  Connor Thomson (primo trno)

## Ranking protetto
1. Leandro Riedi /  Yōsuke Watanuki (primo turno)

## Alternate
1. Michail Kukuškin /  Divij Sharan (quarti di finale)

## Tabellone

### Legenda
| - Q = Qualificato - WC = Wild card - LL = Lucky loser | - ALT = Alternate - SE = Special Exempt - PR = Protected Ranking | - w/o = Walkover - r = Ritirato - d = Squalificato |

|  | Primo turno | Primo turno                           | Primo turno                           | Primo turno | Primo turno |  |  | Quarti di finale | Quarti di finale                      | Quarti di finale                      | Quarti di finale      | Quarti di finale      |   |    | Semifinali | Semifinali                 | Semifinali        | Semifinali              | Semifinali |     |     | Finale | Finale | Finale | Finale | Finale |  |
|  |             |                                       |                                       |             |             |  |  |                  |                                       |                                       |                       |                       |   |    |            |                            |                   |                         |            |     |     |        |        |        |        |        |  |
|  | 1           | D Hidalgo P Trhac                     | D Hidalgo P Trhac                     | 6           | 710         |  |  |                  |                                       |                                       |                       |                       |   |    |            |                            |                   |                         |            |     |     |        |        |        |        |        |  |
|  |             | C Eubanks C Wong                      | C Eubanks C Wong                      | 2           | 68          |  |  | 1                | D Hidalgo P Trhac                     | D Hidalgo P Trhac                     | 7                     | 6                     |   |    |            |                            |                   |                         |            |     |     |        |        |        |        |        |  |
|  | PR          | L Riedi Y Watanuki                    | L Riedi Y Watanuki                    | 4           | 4           |  |  |                  | A Chandrasekar R Ramanathan           | A Chandrasekar R Ramanathan           | 5                     | 4                     |   |    |            |                            |                   |                         |            |     |     |        |        |        |        |        |  |
|  |             | A Chandrasekar R Ramanathan           | A Chandrasekar R Ramanathan           | 6           | 6           |  |  |                  |                                       |                                       |                       |                       |   |    | 1          | D Hidalgo P Trhac          | D Hidalgo P Trhac | 7                       | 6          |     |     |        |        |        |        |        |  |
|  | 3           | J Paris T Yuzuki                      | J Paris T Yuzuki                      | 6           | 6           |  |  |                  |                                       | 3                                     | J Paris T Yuzuki      | J Paris T Yuzuki      | 5 | 4  |            |                            |                   |                         |            |     |     |        |        |        |        |        |  |
|  |             | C Harper J Trotter                    | C Harper J Trotter                    | 3           | 4           |  |  | 3                | J Paris T Yuzuki                      | 6                                     | 3                     | [10]                  |   |    |            |                            |                   |                         |            |     |     |        |        |        |        |        |  |
|  |             | H Mayot T Schoolkate                  | H Mayot T Schoolkate                  | 6           | 711         |  |  |                  | H Mayot T Schoolkate                  | 4                                     | 6                     | [8]                   |   |    |            |                            |                   |                         |            |     |     |        |        |        |        |        |  |
|  |             | E Butvilas M Landaluce                | E Butvilas M Landaluce                | 3           | 69          |  |  |                  |                                       |                                       |                       |                       |   |    | 1          | Diego Hidalgo Patrik Trhac | 6                 | 68                      | [10]       |     |     |        |        |        |        |        |  |
|  | WC          | C Broom B Jones                       | 1                                     | 7           | [10]        |  |  |                  |                                       |                                       |                       |                       |   |    |            |                            | WC                | Charles Broom Ben Jones | 3          | 710 | [7] |        |        |        |        |        |  |
|  | WC          | L Maxted C Thomson                    | 6                                     | 65          | [5]         |  |  | WC               | C Broom B Jones                       | C Broom B Jones                       | 6                     | 6                     |   |    |            |                            |                   |                         |            |     |     |        |        |        |        |        |  |
|  |             | N Kaliyanda Poonacha J Nedunchezhiyan | N Kaliyanda Poonacha J Nedunchezhiyan | 6           | 6           |  |  |                  | N Kaliyanda Poonacha J Nedunchezhiyan | N Kaliyanda Poonacha J Nedunchezhiyan | 4                     | 4                     |   |    |            |                            |                   |                         |            |     |     |        |        |        |        |        |  |
|  | 4           | B Bayldon R Stalder                   | B Bayldon R Stalder                   | 2           | 4           |  |  |                  |                                       |                                       |                       |                       |   |    | WC         | C Broom B Jones            | C Broom B Jones   | 6                       | 7          |     |     |        |        |        |        |        |  |
|  |             | J Monday D Stevenson                  | 3                                     | 7           | [8]         |  |  |                  |                                       |                                       | H Habib T Hilderbrand | H Habib T Hilderbrand | 2 | 63 |            |                            |                   |                         |            |     |     |        |        |        |        |        |  |
|  | Alt         | M Kukuškin D Sharan                   | 6                                     | 5           | [10]        |  |  | Alt              | M Kukuškin D Sharan                   | 7                                     | 4                     | [8]                   |   |    |            |                            |                   |                         |            |     |     |        |        |        |        |        |  |
|  |             | H Habib T Hilderbrand                 | H Habib T Hilderbrand                 | 6           | 7           |  |  |                  | H Habib T Hilderbrand                 | 5                                     | 6                     | [10]                  |   |    |            |                            |                   |                         |            |     |     |        |        |        |        |        |  |
|  | 2           | S Martos Gornés VS Prashanth          | S Martos Gornés VS Prashanth          | 4           | 64          |  |  |                  |                                       |                                       |                       |                       |   |    |            |                            |                   |                         |            |     |     |        |        |        |        |        |  |